# Dziepółć
Dziepółć (früher Dziepułć) ist eine Ortschaft mit einem Schulzenamt der Landgemeinde Radomsko, 5 km südöstlich der Stadt Radomsko, im Powiat Radomszczański der Woiwodschaft Łódź in Polen.

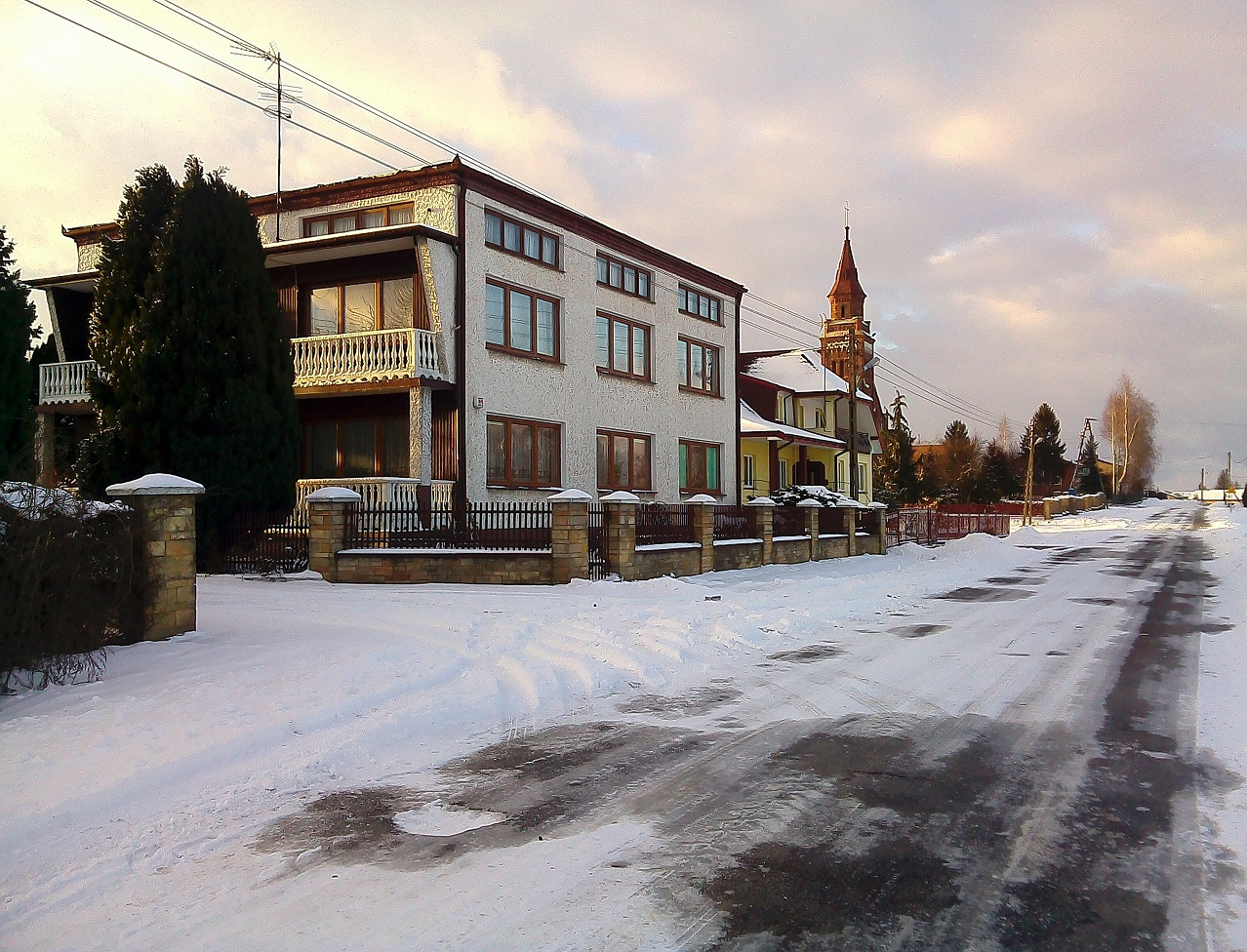
Straße durch das Dorf neben der ehemaligen evangelischen Kirche aus 1915

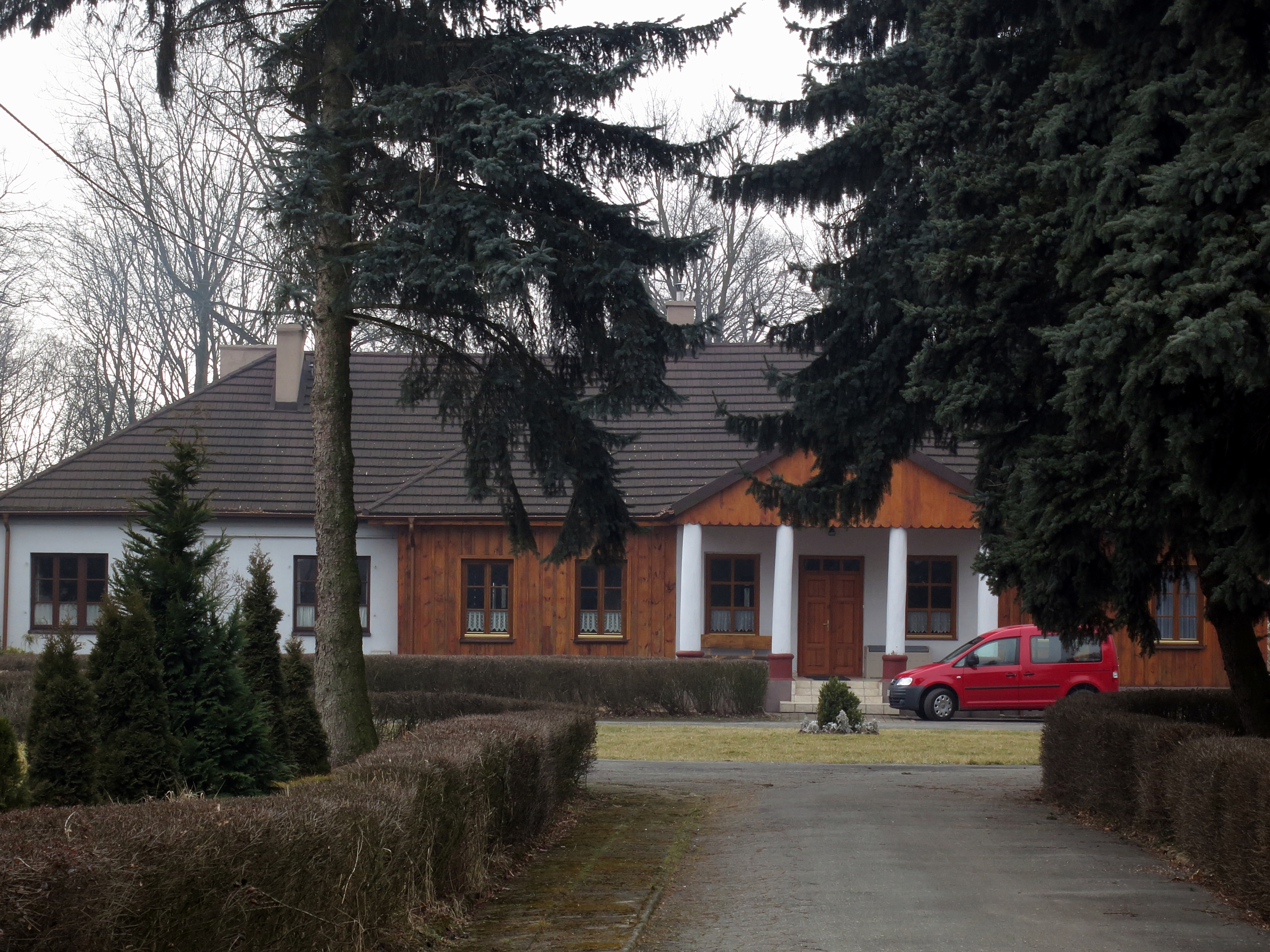
Gutshof in Dziepółć

## Geschichte
Der Ort wurde im Jahr 1386 als Dzepoltow urkundlich erwähnt und später als Cepolcza (1397), Dzepolte (1398), Dzepolthowicze (1398), Dzepolcice (1411), Dzyepolczya (1511), Dziepulczye/a (1511–1523), Dziebulcza (1552), Dzepołcza (1553), Dziepułć (1791). Der ursprünglich besitzanzeigende Name Dziepołtów wurde vom Personennamen Dziepołt/Dypołt mit dem Suffix -ów, -ja (im Mittelalter auch patronymisch -(ow)ice) abgeleitet.
Nach der zweiten Teilung Polens gehörte es von 1793 bis 1807 zu Südpreußen. 1809 kam es ins Herzogtum Warschau und 1815 ins neu entstandene russisch beherrschte Kongresspolen.
Nach dem Jahr 1795 entstanden östlich von Radomsko die ersten deutschen Kolonien: Felixów, Zakrzew, Cieszątka, Starnia Huta, die Waldholländerei und die Alte Glashüttener Holländerei (siehe Hauländer). Im frühen 19. Jahrhundert wurden im Zuge der staatlichen Kolonisation deutsche Siedler westlich von Radomsko angesiedelt: in Louisenhof (Konstantynów) und Louisenbach, auch genannt Krupliner Lauf (poln. Błota Kruplińskie). In der Zeit des Herzogtums Warschau wurden die Kolonien in Elżbietów, Florentynów, Konradów, Teodorów, Michałopól und schließlich in Dziepółć in 1811 gegründet. 1827 gab es 27 Häuser und 148 Einwohner. 1841 wurde in Felixów eine Filialgemeinde von Bełchatów (ab 1847 von Kleszczów) gegründet, 1842 in Radomsko, seit 1851 mit dem Sitz in Dziepulc. 1915 wurde eine neue gemauerte evangelische Kirche eingeweiht. 1917 wurde eine andere Filialgemeinde von Kleszczów in Radomsko ausgegliedert. In der Zwischenkriegszeit wurden Radomsko und Dziepółć als eine Gemeinde der Evangelisch-Augsburgischen Kirche in Polen vereinigt.
Nach dem Ende des Ersten Weltkriegs kam das Dorf zu Polen. Unterbrochen wurde dies nur durch die Besetzung Polens durch die Wehrmacht im Zweiten Weltkrieg.
Von 1975 bis 1998 gehörte Dziepółć zur Woiwodschaft Piotrków.